# 腰古镇
腰古镇，是中华人民共和国广东省云浮市云城区下辖的一个乡镇级行政单位。

## 行政区划
腰古镇下辖以下地区：
腰古社区、腰古村、水东村、芙蓉村、云表村、黄岗朗村、旺村、联强村、雄强村、永昌村、古田村、升平村和坪塘村。

## 中国传统村落
2012年，水东村被评为首批“中国传统村落”。